# Bazzini

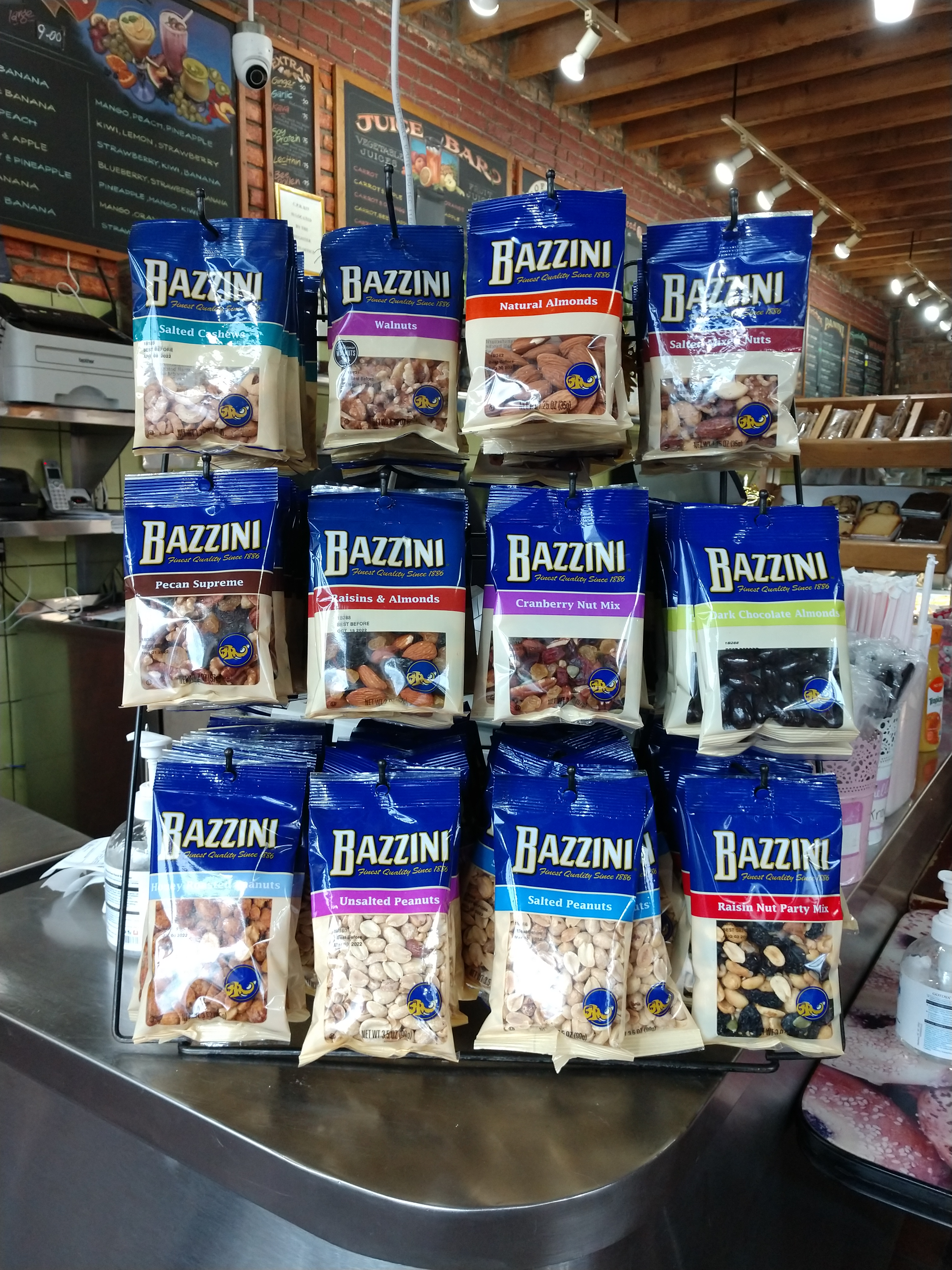
Productos Bazzini en exhibición en una tienda de bagels en Brooklyn, Nueva York.

A. L. Bazzini Company, comúnmente conocida como Bazzini, es una compañía estadounidense de nueces, frutas y chocolate con sede en Allentown, Pensilvania. Fundada en la ciudad de Nueva York en 1886, es la empresa de nueces más antigua de los Estados Unidos. Comenzó en Park Place en el vecindario Washington Market de Manhattan. Tras la demolición del mercado en 1968, la compañía se mudó a una gran planta de procesamiento de nueces en Greenwich Street. En 1983, la familia Bazzini vendió el negocio a Rocco Damato, quien lo posee y lo opera desde entonces. La empresa se mudó a El Bronx en 1997 y a Allentown en 2011. Además de venderse a través de tiendas minoristas, sus frutos secos se venden en recintos como el Yankee Stadium, al que ha abastecido desde su apertura en 1923. La antigua fábrica de la compañía en Greenwich Street todavía se conoce como el Bazzini Building, aunque se ha convertido en condominios y es parte del distrito histórico de Tribeca West.

## Historia
Anthony L. Bazzini, un inmigrante italiano, fundó A. L. Bazzini Company en 1886, vendiendo nueces a empresas y particulares. Se basó en Park Place en Manhattan hasta 1968, cuando el mercado de Washington fue demolido en medio de programas de renovación urbana. La mayoría de los demás mayoristas de alimentos se mudaron a El Bronx, pero Bazzini ya era dueño de un edificio de ladrillos de seis pisos en las cercanías de 339 Greenwich Street, por lo que la compañía reubicó sus operaciones allí.
A partir de 1976, la empresa procesó 3000 toneladas de maní fuera de la planta de Nueva York. Las nueces procedían de Virginia, Carolina del Norte y Georgia para ser tostadas con o sin cáscara, escaldadas y tostadas en aceite o secas. También procesó nueces de Brasil, anacardos, piñones, pepitas de calabaza, nueces y pecanas.
La compañía ha tenido acuerdos con grandes lugares en Nueva York, como el Madison Square Garden, el Shea Stadium y el Yankee Stadium. Abasteció al Yankee Stadium original durante toda su existencia desde 1923 hasta 2008, y continúa abasteciendo al Yankee Stadium actual a partir de 2017. También distribuyó a varias tiendas minoristas como Zabar's.
The New York Times escribió un artículo sobre cómo Bazzini, a quien llamó «uno de los mayores empacadores y distribuidores de nueces en Estados Unidos», se benefició de la cobertura de prensa sobre Jimmy Carter. Carter estaba haciendo campaña para ser presidente de los Estados Unidos en ese momento y, a menudo, destacaba su experiencia como agricultor de maní.
Rocco Damato y sus socios compraron la empresa a la familia Bazzini en 1983, con Damato como director ejecutivo. En la década de 1980, debido al aumento de los gastos de operación en Manhattan, la empresa vendió un espacio en el edificio de Greenwich Street a desarrolladores de condominios, pero retuvo el espacio comercial en el primer piso. Damato y su esposa, Electra Damato, operaban la tienda de frutos secos que había estado allí desde que la empresa se mudó y la ampliaron para incluir comida gourmet y una cafetería. Transferieron parte de la producción a Carolina del Norte antes de decidir mudarse por completo. En 1997, Bazzini trasladó su planta principal de procesamiento de nueces de Tribeca a Hunts Point en el Bronx, manteniendo la tienda minorista en Greenwich Street. Era una de las últimas empresas de alimentos que quedaban en un vecindario conocido por la fabricación de alimentos al por mayor.
En 2011, Bazzini adquirió Barton's Candy Company, una empresa de dulces y chocolatería fundada en 1940. Ese mismo año la fábrica de Bazzini se mudó nuevamente, esta vez a Allentown, Pensilvania. Damato atribuyó la decisión a la aprobación de la Ley de Modernización de la Seguridad Alimentaria, una ley que otorga a la Administración de Alimentos y Medicamentos nuevas autoridades para regular la forma en que se cultivan, cosechan y procesan los alimentos. Dijo que requeriría decenas de millones de dólares en mejoras a las instalaciones del Bronx para cumplir con las nuevas regulaciones. En cambio, optaron por mudarse a Allentown, donde ya poseía una instalación más moderna desde la compra de Barton's. En 2012, la Administración de Seguridad y Salud Ocupacional multó a la empresa por un patrón de violaciones de seguridad y salud en el lugar de trabajo en la fábrica de Allentown.
La marca registrada de la compañía es un elefante feliz que sostiene un maní grande. Aunque su sede se mudó a Allentown, mantuvo las oficinas y la distribución en el Bronx en la ciudad de Nueva York. A partir de 2017, es la empresa de nueces más antigua de los Estados Unidos y Damato continúa desempeñándose como director ejecutivo. Además de nueces, vende mantequillas de nueces, frutas secas, chocolate y otros bocadillos y dulces.

## Bazzini Building

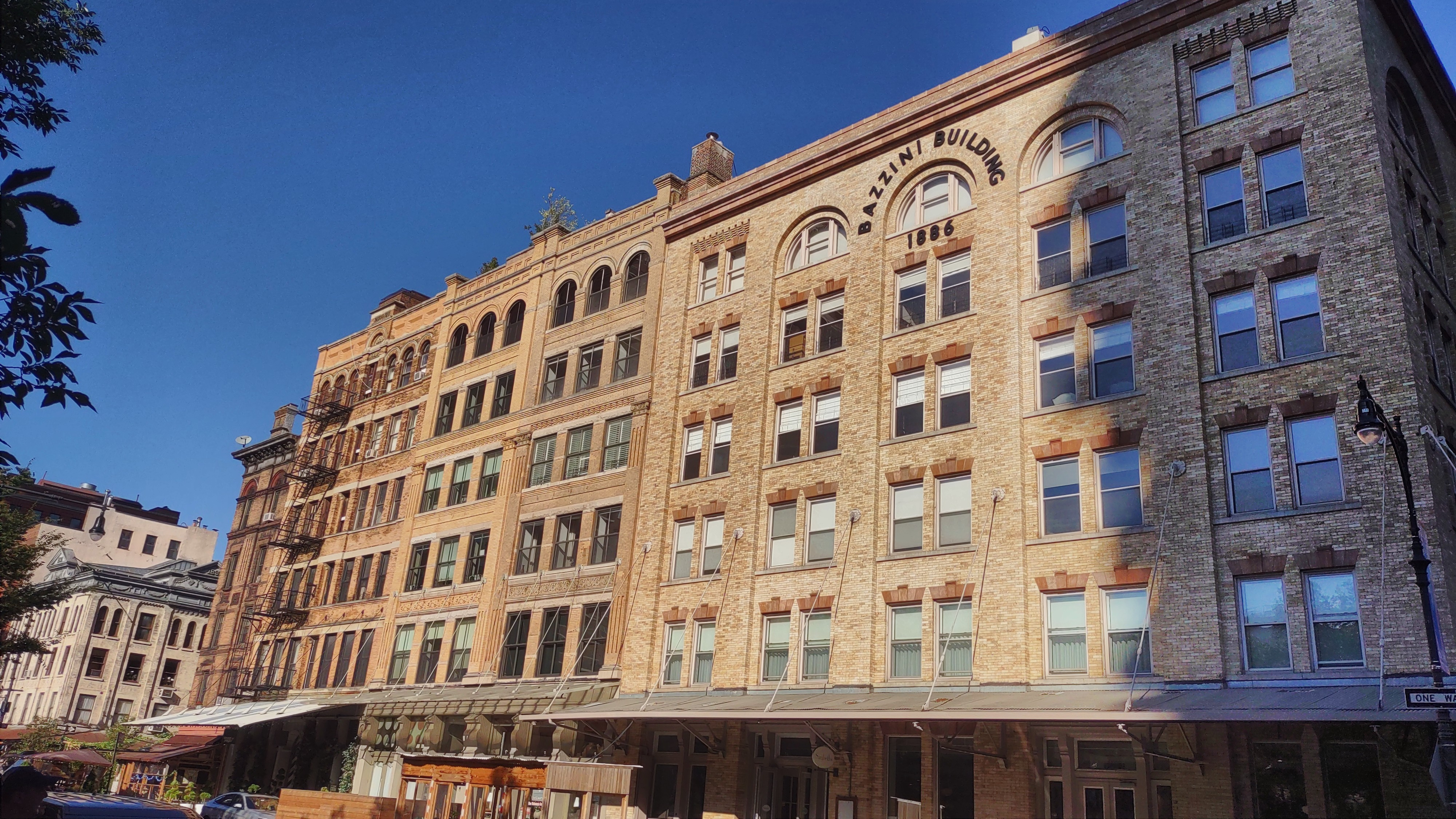
El Bazzini Building en septiembre de 2021.

El gran edificio de procesamiento de nueces que operaba en 339 Greenwich Street, en la intersección con Jay Street, todavía se conoce como el Bazzini Building.
Inicialmente fue construido para John H. Mohlmann, propietario de un exitoso negocio de comestibles que operaba en el vecindario de Washington Market y compró varios edificios en el área. Después de su muerte, su patrimonio combinó cuatro lotes para construir un gran edificio de seis pisos. Fue diseñado por C. Wilson Atkins en los estilos Renacimiento y Neorrománico. El lado de Greenwich Street es un poco más alto, pero la fachada de Jay Street tiene arcos más grandes.
La familia Mohlmann operaba una tienda de comestibles al por mayor en parte del espacio, mientras que otras empresas arrendaban el resto. Una gran cantidad de empresas, en su mayoría mayoristas de alimentos, operaron fuera del edificio en la primera mitad del siglo XX. Bazzini lo compró, junto con los edificios adyacentes, en 1943, incluso mientras mantenía sus operaciones comerciales en Park Place y continuaba alquilando a otros. Cuando su negocio se vio obligado a abandonar Park Place, se mudaron a Greenwich Street.
Aunque Bazzini dejó Tribeca en 1997, el gran edificio de procesamiento de nueces permanece, convertido en condominios. Es parte del distrito histórico de Tribeca West, designado el 7 de mayo de 1991. La tienda minorista de Damatos en el antiguo edificio Bazzini cerró en 2010.